# Sony Liv
SonyLIV é um OTT streaming indiano de propriedade da Culver Max Entertainment. SonyLIV foi introduzido em 2013 como o primeiro OTT na Índia. Como um serviço de streaming, ele está carregando conteúdo de suas redes locais, incluindo filmes, séries de televisão, ao vivo e programação original, e também com conteúdo licenciado de terceiros na Índia, como Lionsgate e ITV Studios.

## História
O SonyLIV foi lançado em 23 de janeiro de 2013, por Culver Max Entertainment.
A SonyLIV tem acesso a 18 anos de conteúdo de canais que fazem parte da Culver Max Entertainment e mais de 700 filmes, o que significa um total de mais de 40.000 horas de cobertura de programas de televisão em hindi e inglês. Desde o seu lançamento, a SonyLIV transmitiu eventos esportivos ao vivo. Anime fazia parte da SonyLIV.  Variedades de animes originais de Animax estavam disponíveis no SonyLIV para transmissão.  Depois de encerrar um canal de TV linear em 18 de abril de 2017, Animax foi disponibilizado exclusivamente como um canal de streaming digital na Índia de 7 de julho de 2017 a 7 de maio de 2020.
Em junho de 2020, o SonyLIV foi lançado como um serviço de streaming nos Estados Unidos no Sling TV, com todos os programas disponíveis na Índia disponíveis no aplicativo. SonyLIV foi lançado no Canadá em 15 de outubro de 2021.

### LIV Esportes
LIV Sports foi lançado em 1 de junho de 2014 pela Culver Max Entertainment[carece de fontes?] (um novo serviço de streaming de esportes exclusivamente para propriedades esportivas).
A LIV Sports foi a emissora oficial de celular e internet da Copa do Mundo FIFA 2014 a partir de 12 de junho de 2014. A LIV Sports transmitiu conteúdo de partidas ao vivo e sob demanda com estatísticas e análises. No entanto, este serviço foi integrado ao SonyLIV.  Por enquanto, a LIV Sports faz parte da SonyLIV.

### SonyLIV primeira renovação (2016)
Em junho de 2016, a SonyLIV passou por uma renovação pela primeira vez e começou a transmitir canais de televisão ao vivo. Desde essa renovação, a SonyLIV adicionou muitos programas e filmes ao portfólio.
Em 1 de novembro de 2018, SonyLIV e Lionsgate entraram em um conteúdo de vários anos negócio. Como parte do acordo, a SonyLIV oferecerá um Lionsgate Play incorporado com mais de 500 horas de série original premium. Em 2019, o SonyLIV começou a transmitir canais ao vivo de outras redes, incluindo canais de notícias.

### Segunda reformulação do SonyLIV (2020)
Em junho de 2020, a SonyLIV passou por uma reformulação pela segunda vez, e desta vez eles começaram a transmitir conteúdo da Sony Pictures Entertainment, Sony Pictures Television Studios, ITV Studios e Reliance Entertainment.  Além disso, a SonyLIV começou a transmitir seus próprios filmes e séries originais.
Em 15 de janeiro de 2021, WWE Network foi lançado na Índia através da SonyLIV.

## Visão geral
SonyLIV é a primeira plataforma indiana OTT a produzir conteúdo musical para um longa-metragem de Hollywood – produzindo música para a versão hindi do blockbuster intitulado Passengers, estrelado por Chris Pratt e Jennifer Lawrence.  Os cantores da trilha sonora original intitulada Aadat incluíam Jubin Nautiyal, Shirley Setia e Raftaar.

## Programação
A biblioteca principal da SonyLIV consiste em 18 anos de conteúdo dos canais da Culver Max Entertainment, incluindo Sony TV, Sony SAB, Sony Aath e Sony Marathi.
Após a aquisição da Ten Sports Network pela Sony Pictures Networks India, todos os programas ao vivo da TEN Sports também começaram a ser transmitidos pela SonyLIV. Desde então, a SonyLIV está transmitindo WWE Raw, WWE SmackDown e outros WWE eventos pay-per-view, e UFC. A SonyLIV também transmitiu partidas de críquete jogadas por Paquistão, Austrália, Sri Lanka, South Africa, West Indies e Zimbabwe, e Grand Prix motociclismo.
A SonyLIV também transmitiu NBA até o início de 2021.

### Gêneros
O SonyLIV apresenta programação nos seguintes gêneros principais: comédia, crime, drama, terror e ação.[carece de fontes?]

### Canais ao vivo
A SonyLIV também transmite ao vivo seus próprios canais em sua rede na plataforma.

## Disponibilidade
SonyLIV está disponível em Índia, Paquistão, EAU, Qatar, Kuwait, Arábia Saudita, Omã, Bahrein, Bangladesh, Nepal, Sri Lanka, Maldivas, Butão, Afeganistão, Malásia, Singapura, Hong Kong, Macau, China, Taiwan, Austrália, Filipinas, Indonésia, Tailândia e Canadá. Também está disponível nos Estados Unidos via Sling TV.

## Audiência
A SonyLIV atingiu cerca de 25 milhões de visualizações mensais em seu site, aplicativo e canal no YouTube.

## Plataformas

### Hardware suportado
Lista de dispositivos prontos para SonyLIV:
- Sony Bravia smart TVs e Sony Xperia smartphones
- Android TV dispositivos
- Samsung TVs inteligentes
- Dispositivos Amazon Fire TV e Fire HD
- Roku compatíveis
- Apple TV
- Chromecast compatíveis

### Software suportado
Navegadores da Web suportados por plataforma:
- KaiOS: Disponível no JioPhone, instalável através do JioStore.
- OS X: Um Mac baseado em Intel ou Apple Silicone com OS 10.4.8 ou posterior. Os navegadores suportados são Safari 4 (ou superior), Firefox 5 (ou superior) e Google Chrome.
- Microsoft Windows: Windows XP Service Pack 2, Windows Vista, Windows 7 executando Internet Explorer 8 (ou superior), Firefox 2 (ou superior) ou Google Chrome 6 (ou superior) e Windows 8.1 por meio de um navegador da web.

### Outras opções de software
- Android versão 2.2 e superior
- iOS, iPad, iPhone e iPod Touch
- Windows Phone

## Falha de segurança SonyLIV
Em 20 de dezembro de 2019, o pesquisador de segurança Ehraz Ahmed, baseado em Bengaluru, descobriu uma falha de segurança no aplicativo SonyLIV, que permitia buscar informações confidenciais do usuário, como foto do perfil, endereço de e-mail, data de nascimento, nome e número de telefone de seus usuários registrados.